# أفضل مائة رواية حسب دار مودرن لايبراري

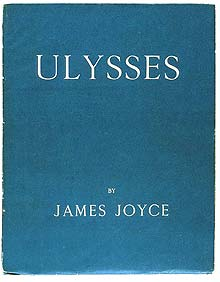

أفضل مائة رواية حسب دار مودرن لايبراري هي قائمة تتضمن أفضل الروايات التي كتبت باللغة الإنجليزية في القرن العشرين حسب اختيار دار مودرن لايبراري للنشر، وهي شركة نشر أمريكية تملكها راندوم هاوس.

## قائمة المحررين (أعظم روايات القرن العشرين)
في بداية عام 1998، أجرت المكتبة الحديثة استطلاعًا شمل أعضاء مجلس التحرير لوضع قائمة بأفضل 100 رواية في القرن 20. تألف المجلس من دانيال بورستين، أنتونيا سوزان بيات، كريستوفر سيرف، شيلبي فوت، فارتان غريغوريان، إدموند موريس، جون ريتشاردسون، آرثر شليزنجر الابن، ويليام ستايرون وغور فيدال.
تصدرت عوليس لجيمس جويس القائمة، تلتها رواية غاتسبي العظيم لفرنسيس سكوت فيتزجيرالد و صورة الفنان في شبابه لجويس. أحدث رواية في القائمة كانت آيرونويد التي نشرت عام 1983 لوليام كينيدي. أما أقدم الروايات في القائمة فهي قلب الظلام لجوزيف كونراد، والتي نشرت لأول مرة عام 1899. ومن الجدير بالذكر أن أربع من روايات كونراد وردت في القائمة، أكثر من أي مؤلف آخر. أما التالية أسماؤهم فقد وردت لكل منهم في القائمة 3 روايات وهم ويليام فوكنر، إي. إم. فورستر، هنري جيمس، جيمس جويس، ديفيد هربرت لورانس، وإيفلين وو. هناك عشرة مؤلفين آخرين وردت لكل منهم روايتان.

## النقد
من الانتقادات التي نالت قائمة مودرن لايبراري أنها لم تتضمن ما يكفي من الروايات التي ألفتها نساء، وأنه كان هناك امرأة واحدة فقط في مجلس التحرير الذي تم اختياره. وعلى الرغم من وجود 10 كتب من تأليف عدة نساء في القائمة، إلا أن النسبة والتناسب بين الجنسين في هذه القائمة كان نفسه في قوائم مماثلة مثل كتب لوموند المائة للقرن، والتي صوّت عليها حوالي 17,000 من أفراد الجمهور العام، وقائمة أفضل 100 كتاب في كل العصور. حيث تضمنت القائمة الأولى 11 كاتبة والقائمة الثانية 12 كاتبة.
من الانتقادات الأخرى التي طالت قائمة مودرن لايبراري أنها ركزت على كتّاب أمريكا الشمالية وأوروبا كما يؤكد البعض على أنها كانت «وسيلة للتحايل من ناحية المبيعات» ذلك أن معظم الروايات التي وردت في القائمة كانت من مبيعات مودرن لايبراري نفسها

## العشرة الأولى
يبين الجدول التالي الروايات العشر الأولى من قائمة المحررين:
| #  | السنة | عنوان الرواية        | المؤلف                 |
| -- | ----- | -------------------- | ---------------------- |
| 1  | 1922  | عوليس                | جيمس جويس              |
| 2  | 1925  | غاتسبي العظيم        | فرنسيس سكوت فيتزجيرالد |
| 3  | 1916  | صورة الفنان في شبابه | جيمس جويس              |
| 4  | 1955  | لوليتا               | فلاديمير نابوكوف       |
| 5  | 1932  | عالم جديد شجاع       | ألدوس هكسلي            |
| 6  | 1929  | الصخب والعنف         | ويليام فوكنر           |
| 7  | 1961  | كاتش-22              | جوزيف هيلر             |
| 8  | 1940  | ظلام عند الظهيرة     | آرثر كوستلر            |
| 9  | 1913  | أبناء وعشاق          | ديفيد هربرت لورانس     |
| 10 | 1939  | عناقيد الغضب         | جون شتاينبيك           |
| 11 | 1939  | ثم لم يبقى احد       | اغاثا كريستي           |